# Sybra holofusca
Sybra holofusca là một loài bọ cánh cứng trong họ Cerambycidae.